# Юэянлоу
Юэянло́у (кит. упр. 岳阳楼, пиньинь Yuèyánglóu, буквально: «Юэянская башня») — район городского подчинения городского округа Юэян провинции Хунань (КНР). Район назван по находящейся на его территории достопримечательности — Юэянской башне.

## История
В античные времена здесь существовало царство Цзюнь. Впоследствии оно было поглощено царством Чу, а те цзюньцы, что не пожелали служить новым властям, переселились сюда и основали здесь поселение, ставшее известным как Сицзюньчэн (西麋城, «западный город Цзюнь»).
В 210 году по приказу Сунь Цюаня Лу Су для защиты продовольственных складов в Бацю возвёл здесь крепость Бацю (巴丘城). Эта дата считается официальной датой основания Юэяна. После объединения китайских земель в составе империи Цзинь здесь в 280 году был создан уезд Балин (巴陵县), который потом более полутора тысяч лет служил местом размещения властей различного уровня.
После Синьхайской революции уезд Балин был в 1913 году переименован в Юэян (岳阳县).
После образования КНР в 1949 году был создан Специальный район Чанша Специальный район Чанша (长沙专区), и уезд вошёл в его состав. В 1952 году Специальный район Чанша был переименован в Специальный район Сянтань (湘潭专区). В 1960 году урбанизированная часть уезда Юэян была выделена в отдельный город Юэян, но в 1962 году город Юэян был расформирован, а его территория была возвращена в состав уезда Юэян.
В 1964 году был образован Специальный район Юэян (岳阳专区), и уезд перешёл в его состав. В 1970 году Специальный район Юэян был переименован в Округ Юэян (岳阳地区). В 1975 году урбанизированная часть уезда Юэян была вновь выделена в отдельный город Юэян, который был разделён на 5 районов. В 1981 году был расформирован уезд Юэян, а его территория вошла в состав города Юэян.
Постановлением Госсовета КНР от 8 февраля 1983 года округ Юэян был расформирован, а город Юэян перешёл в подчинение провинциальным властям, но уже 13 июля 1983 года ситуация была отыграна обратно, при этом из города Юэян был вновь выделен уезд Юэян.
В апреле 1984 года было введено новое деление города на районы: теперь он делился на Южный район, Северный район и Пригородный район.
Постановлением Госсовета КНР от 27 января 1986 года был вновь расформирован округ Юэян, а входившие в его состав уезды были объединены с городом Юэян в городской округ Юэян.
Постановлением Госсовета КНР от 16 марта 1996 года старое деление Юэяна на районы было упразднено. Из части земель бывшего Южного района был образован район Юэянлоу.

## Административное деление
Район делится на 17 уличных комитетов, 1 посёлок и 2 волости.